# William Jones (veslač)
William Jones, urugvajski veslač.
Jones je za Urugvaj veslal na Poletnih olimpijskih igrah 1948 v Londonu in  tam s Juanom Rodríguezom v dvojnem dvojcu osvojil bronasto medaljo.  